# Dreifaltigkeitskirche (Wolfsberg)

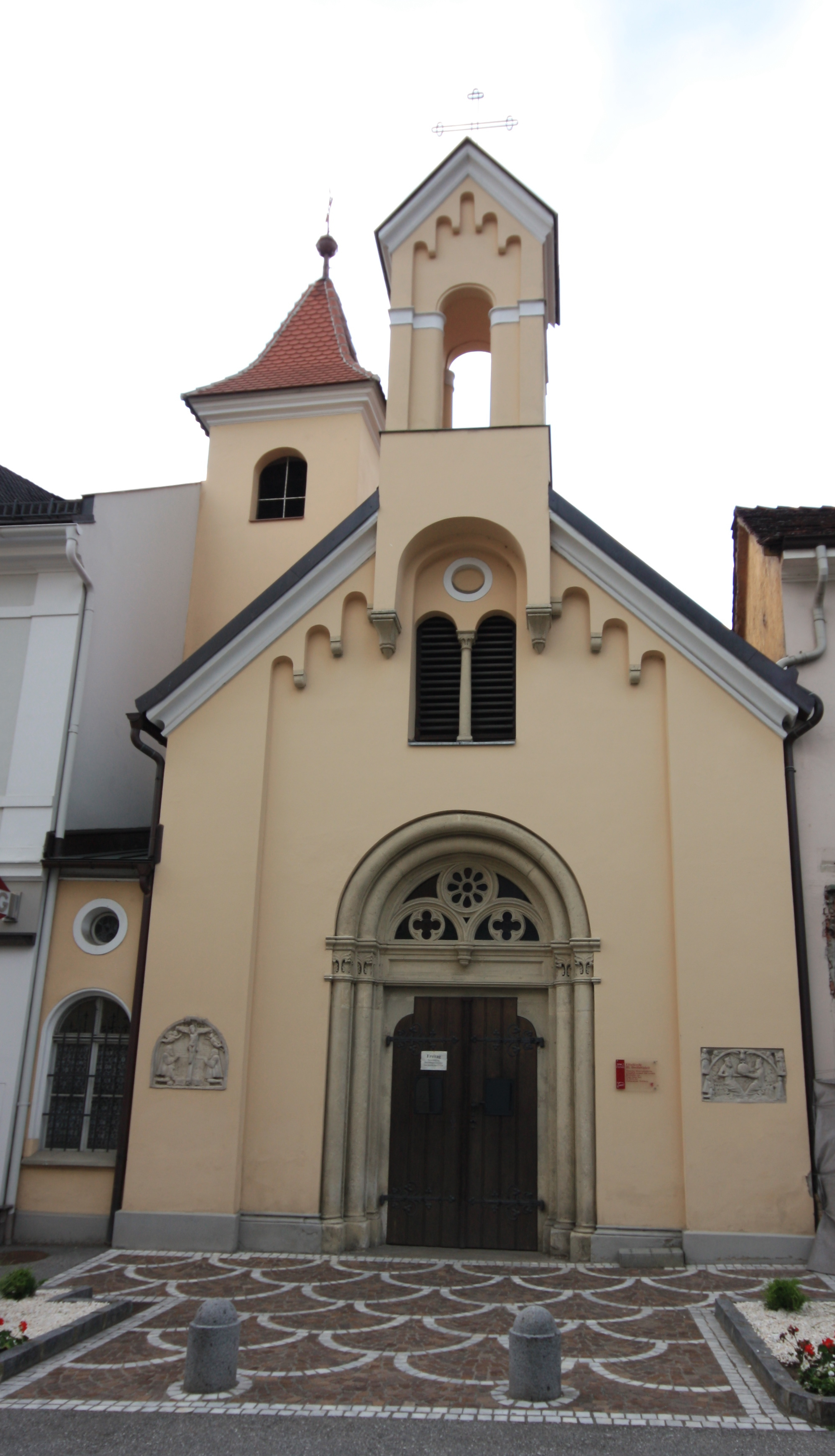

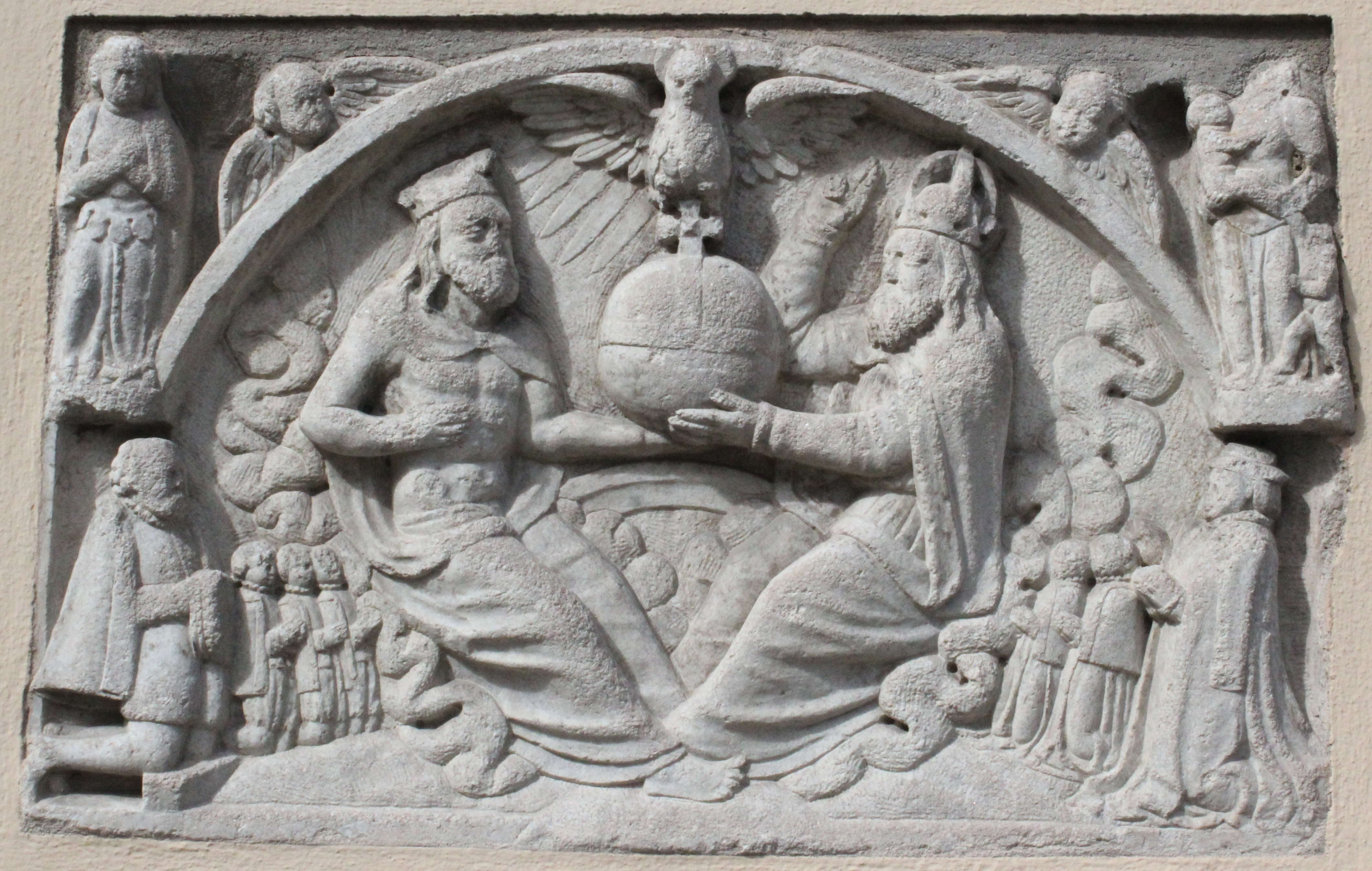
Grabplatte

Die Dreifaltigkeitskirche in Wolfsberg wurde 1616 als Bürgerspitalskirche erstmals genannt. Heute ist sie eine Filialkirche der römisch-katholischen Pfarre St. Markus.

## Beschreibung
Die kleine, nach Westen ausgerichtete Renaissancekirche aus dem 16. Jahrhundert wurde mehrmals umgebaut. Um 1900 wurde die Ostfassade mit einem Giebelreiter und einem neoromanischen Portal hinzugefügt. Zwei eingemauerte Epitaphe stammen aus der zweiten Hälfte des 16. Jahrhunderts. An der Südseite erhebt sich ein barocker Glockenturm. Der dreijochige, mit Kreuz- und Flachkuppelgewölbe ausgestattete Innenraum besitzt im westlichen Joch zwei seitliche Konchen und barocke Fensteröffnungen.

## Einrichtung
Die drei barocken Altäre wurden zwischen 1724 und 1729 von Franz Anton Detl geschaffen. Der Hochaltar füllt Höhe und Breite des Mittelraumes. Er trägt eine Figurengruppe Heilige Dreifaltigkeit und eine Maria Immaculata. Umgeben wird die Szene von den Heiligen Nikolaus und Martin und den Pestheiligen Sebastian und Rochus sowie unten von der heiligen Rosalia im Grab. 
Der rechte Altar von 1724 zeigt den Kampf des heiligen Georg mit dem Drachen, der linke Altar zeigt den heiligen Florian das brennende Wolfsberg löschend sowie Johannes den Täufer und Franziskus.
Zur weiteren Ausstattung der Kirche zählen eine um 1410 geschnitzte, gotische Pietà, eine um 1520 im Stil der Villacher Werkstätte entstandene Schnitzfigur Maria mit Kind und eine um 1730 gefertigte Nepomukfigur. Weiters hängen ein um 1700 gemaltes Tafelbild mit der Legende vom Heiligen Blut, ein Gemälde der Heiligen Dreifaltigkeit mit dem Erzengel Michael aus dem 17. Jahrhundert sowie ein Gemälde Engel mit Hostien aus dem späten 17. Jahrhundert.